# Kviddtjärnen (Färnebo socken, Värmland, 663866-139360)
Kviddtjärnen är en sjö i Filipstads kommun i Värmland och ingår i Göta älvs huvudavrinningsområde.